# Mike van Duivenbode
Mike van Duivenbode (* 4. Januar 1999 in Dordrecht) ist ein niederländischer Dartspieler.

## Karriere
2017 gewann er zwei Development Tour-Events, bei denen er Dimitri Van den Bergh mit 5:3 und Adam Hunt mit 5:0 im jeweiligen Finale besiegte.

Bei der PDC World Youth Championship am Ende des Jahres schied er nach dem Auftaktsieg gegen Kalani Hillman gegen Martin Schindler in Runde zwei aus.
Ein Jahr später erreichte van Duivenbode durch Siege in der Gruppenphase der World Youth Championship gegen Rowby-John Rodriguez und Hendrik Eggermann die K.o.-Phase. Dort schlug er zunächst Rowby-Johns Bruder Rusty-Jake Rodriguez, ehe er knapp mit 5:6 gegen Christian Bunse ausschied.
Am zweiten Tag der European Q-School 2019 gewann er eine PDC Tour Card, indem er Madars Razma im Finale, das zufällig an seinem 20. Geburtstag stattfand, mit 5:4 besiegte. Dementsprechend war er für die UK Open spielberechtigt; dort verlor er jedoch sein Auftaktspiel gegen Ted Evetts mit 2:6.
Auch 2019 qualifizierte sich van Duivenbode für die PDC World Youth Championship. In der Gruppenphase besiegte er Matthew Holbrook und seinen Landsmann Gauke van der Boon und schließlich James Beeton in der ersten K.o.-Runde. Im anschließenden Achtelfinale verlor er allerdings gegen den Iren Keane Barry mit 4:6.
Bei den UK Open 2020 startete er als damalige Nummer 93 der Welt in das Turnier. Doch auch hier verlor der Niederländer sein Auftaktmatch, diesmal gegen Nathan Rafferty mit 1:6.
Nach einem Jahr Abstinenz gelang ihm 2021 erneut die Qualifikation für die PDC World Youth Championship, allerdings zog er seine Teilnahme wenige Tage vor dem Turnier zurück.

## Weltmeisterschaftsresultate

### PDC-Jugend
- 2017: 2. Runde (3:6-Niederlage gegen  Martin Schindler)
- 2018: Achtelfinale (5:6-Niederlage gegen  Christian Bunse)
- 2019: Achtelfinale (4:6-Niederlage gegen  Keane Barry)

## Titel

### PDC
- Secondary Tour Events
  - PDC Development Tour
    - PDC Development Tour 2017: 10, 14